# Chris Mason (Schauspieler)

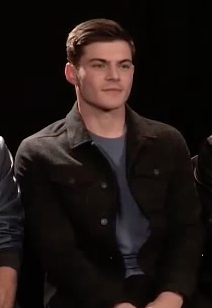
Chris Mason

Chris Mason (* 14. Februar 1991 in Edge Hill, Liverpool) ist ein britischer Schauspieler.

## Leben und Karriere
Mason wuchs in Broadgreen auf. Sein Debüt gab er 2011 in einer Folge in Justice. Anschließend bekam er Hauptrollen in den Serien The Fades und Lightfields. 2014 wurde er für den Film Vampire Academy gecastet. Außerdem war er 2017 in der dritten Staffel der Krimi-Drama-Serie Broadchurch zu sehen. Unter anderem trat Mason in der fünften Staffel von Riverdale auf. 2024 wurde er in der Serie Dune: Prophecy in einer der Hauptrollen besetzt.
Seit 2017 ist Mason mit der Schauspielerin Spencer Locke verheiratet. Das Paar hat zwei Kinder.

## Filmografie (Auswahl)
Filme
- 2014: Vampire Academy
- 2015: Legend
- 2015: Between Two Worlds
- 2018: The Honor List
- 2021: O Auto da Boa Mentira

Serien
- 2011: Justice
- 2011: The Fades
- 2013: Lightfields
- 2017: Broadchurch
- 2019: Pretty Little Liars: The Perfectionists
- 2020: Dirty John
- 2021: The American Guest
- 2021: Riverdale
- 2024: Dune: Prophecy